# Estação Grajdanski Prospekt
Grajdanski Prospekt (em russo:  Гражданский проспект) é uma das estações da linha Kirovsko-Vyborgskaia (Linha 1) do metro de São Petersburgo, na Rússia. Estação «Grajdanski Prospekt» está localizada entre as estações «Deviatkino» (ao norte) e «Akademitcheskaia» (ao sul).